# Mughiphantes lithoclasicola
Mughiphantes lithoclasicola är en spindelart som först beskrevs av Christo Deltshev 1983.  Mughiphantes lithoclasicola ingår i släktet Mughiphantes och familjen täckvävarspindlar.
Artens utbredningsområde är Bulgarien. Inga underarter finns listade i Catalogue of Life.